# روبرتو غارسيا (دراج)
روبرتو غارسيا (بالإسبانية: Roberto García)‏ هو دراج سلفادوري، ولد في 8 سبتمبر 1937 في سان سلفادور في السلفادور.

## وصلات خارجية
- روبرتو غارسيا على موقع أوليمبيديا (الإنجليزية)